# سسک رگه‌زرد
سسک رگه‌زرد (نام علمی: Phylloscopus armandii) یک گونه از سسک‌های برگی (خانواده سسکان برگی) است که در گذشته در مجموعه «سسکان جهان قدیم» گنجانده شده بود.
در بسیاری از مناطق چین زادآوری می‌کند. از جنوب به یون‌نان و شمال منطقه جنوب شرق آسیا مهاجرت می‌کند. زیستگاه طبیعی آن جنگل‌های معتدل است.